# Нурія Ньємес
Нурія Ньємес (ісп. Nuria Niemes; нар. 19 червня 1972) — колишня еквадорська тенісистка.
Найвищу позицію світового рейтингу в одиночному розряді — 560 місце досягла 7 квітня 1997 року, у парному — 368 місце досягла 11 жовтня 1993 року.
Здобула 3 парні титули.

## Фінали ITF

### Парний розряд: 7 (3–4)
| Результат | Ранг | Дата              | Турнір                                      | Покриття | Партнерка             | Суперниці                              | Рахунок       |
| --------- | ---- | ----------------- | ------------------------------------------- | -------- | --------------------- | -------------------------------------- | ------------- |
| Поразка   | 1.   | 16 жовтня 1988    | ITF Сантьяго, Чилі                          | Ґрунт    | Ріта Крус Ліма        | Фадеріка Аумульєр Флоренсія Лабат      | 2–6, 6–4, 0–6 |
| Перемога  | 1.   | 9 вересня 1991    | ITF Гуаякіль, Еквадор                       | Ґрунт    | Паула Кабесас         | Макарена Міранда Марія Долорес Кампана | 6–1, 7–5      |
| Перемога  | 2.   | 18 жовтня 1992    | ITF Сантьяго, Чилі                          | Ґрунт    | Паула Кабесас         | Марія-Фарнес Капістрано Нінфа Марра    | 3–6, 6–4, 6–4 |
| Поразка   | 2.   | 20 вересня 1993   | ITF Гуаякіль, Еквадор                       | Ґрунт    | Паула Кабесас         | Вероніка Стеле Сінтія Торторелла       | 2–6, 1–6      |
| Поразка   | 3.   | 27 вересня 1993   | ITF Santo Domingo, Домініканська Республіка | Ґрунт    | Марія Долорес Кампана | Хімена Родрігес Віраг Чурго            | 4–6, 1–6      |
| Перемога  | 3.   | 26 серпня 1996    | ITF San Salvador, Сальвадор                 | Ґрунт    | Грасіела Велес        | Джоанн Мур Крістін Курт                | 7–5, 1–6, 6–1 |
| Поразка   | 4.   | 10 листопада 1996 | ITF Santo Domingo, Домініканська Республіка | Ґрунт    | Candice De La Torre   | Мередіт Ґайґер Пейдж Ярошук            | 3–6, 2–6      |